# 王勗
王勗，顺天府大兴县（今北京市）人。清朝政治人物、进士出身。
顺治十六年（1659年），登已亥科第二甲第1名进士，改庶吉士，授翰林院编修。